# 古谷蒼韻
古谷 蒼韻（ふるたに そういん、1924年3月3日 - 2018年8月25日）は、日本の書家。日本芸術院会員、文化功労者。本名は古谷 繁（ふるたに しげる）。
蒼遼会主宰、社団法人日展顧問などを歴任した。

## 来歴

### 生い立ち
京都府出身。京都師範学校卒。本名は繁。師範学校在学中に中野越南に私淑した後、辻本史邑、村上三島に師事。

### 書家として
1961年日展特選、1981年日展内閣総理大臣賞。1985年「万葉・秋雑歌」で日本芸術院賞。日展顧問、日本書芸院最高顧問、読売書法会最高顧問、京都書道作家協会会長。蒼遼会を主宰。1993年京都市文化功労者、2006年日本芸術院会員、2010年文化功労者。
2018年8月25日午前6時55分、肺炎のため、京都市内の病院で、死去。満94歳没。叙従四位、旭日中綬章追贈。

## 著作
- 書道技法講座 27 草書 懐素千字文 二玄社 1974
- 詩歌書例一〇〇選 8 日本 良寛 二玄社 1999.2
- 明清行草字典 二玄社 2001.10
- 古谷蒼韻作品集 1-2 ビジョン企画出版社 2009.9